# Ser & Gráfica

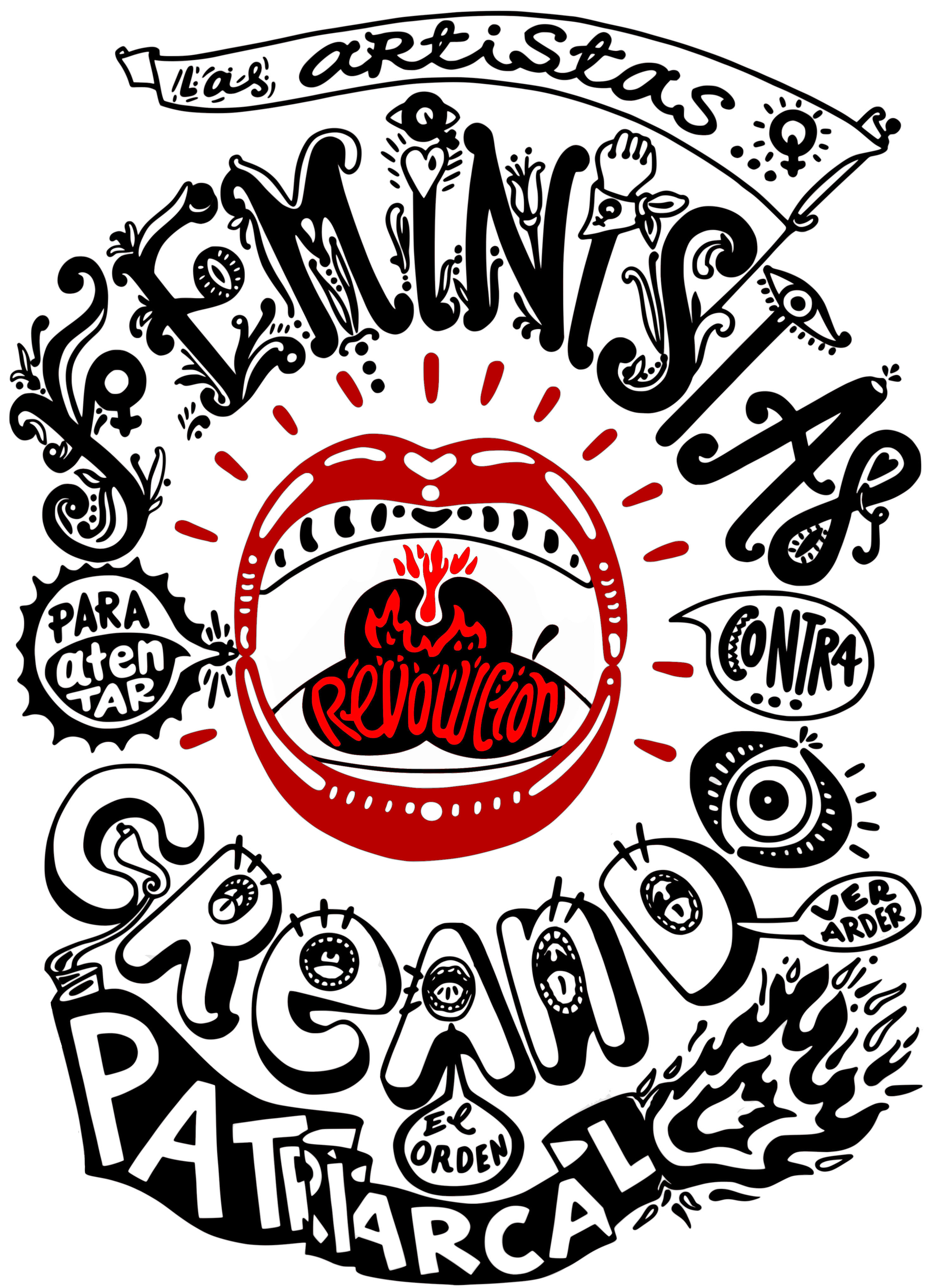
Afiche Las Artistas Feministas, Creando para Atentar contra el orden patriarcal (2020), creado por Ser & Gráfica en solidaridad y apoyo al Colectivo Lastesis, ante su hostigamiento judicial por parte de la policía chilena.

Ser & Gráfica es una agrupación artística de carácter feminista iniciada el año 2016 en Santiago de Chile. Definida por sus fundadoras como una "colectiva artística de mujeres libertarias", está conformada por la educadora y artista gráfica Karine Hurtado y por la docente e investigadora en ciencias Drina Herrera. Su práctica gráfica, que aúna el arte terapia y la confección de carteles por medio de la serigrafía, se torna pública durante las marchas que diversos movimientos sociales realizan en la ciudad de Santiago. En paralelo a esta acción propagandística callejera que realiza en colaboración con el colectivo Seri-Insurgentes, la obra gráfica de esta agrupación ha participado en exhibiciones en Chile y el extranjero.

## Historia

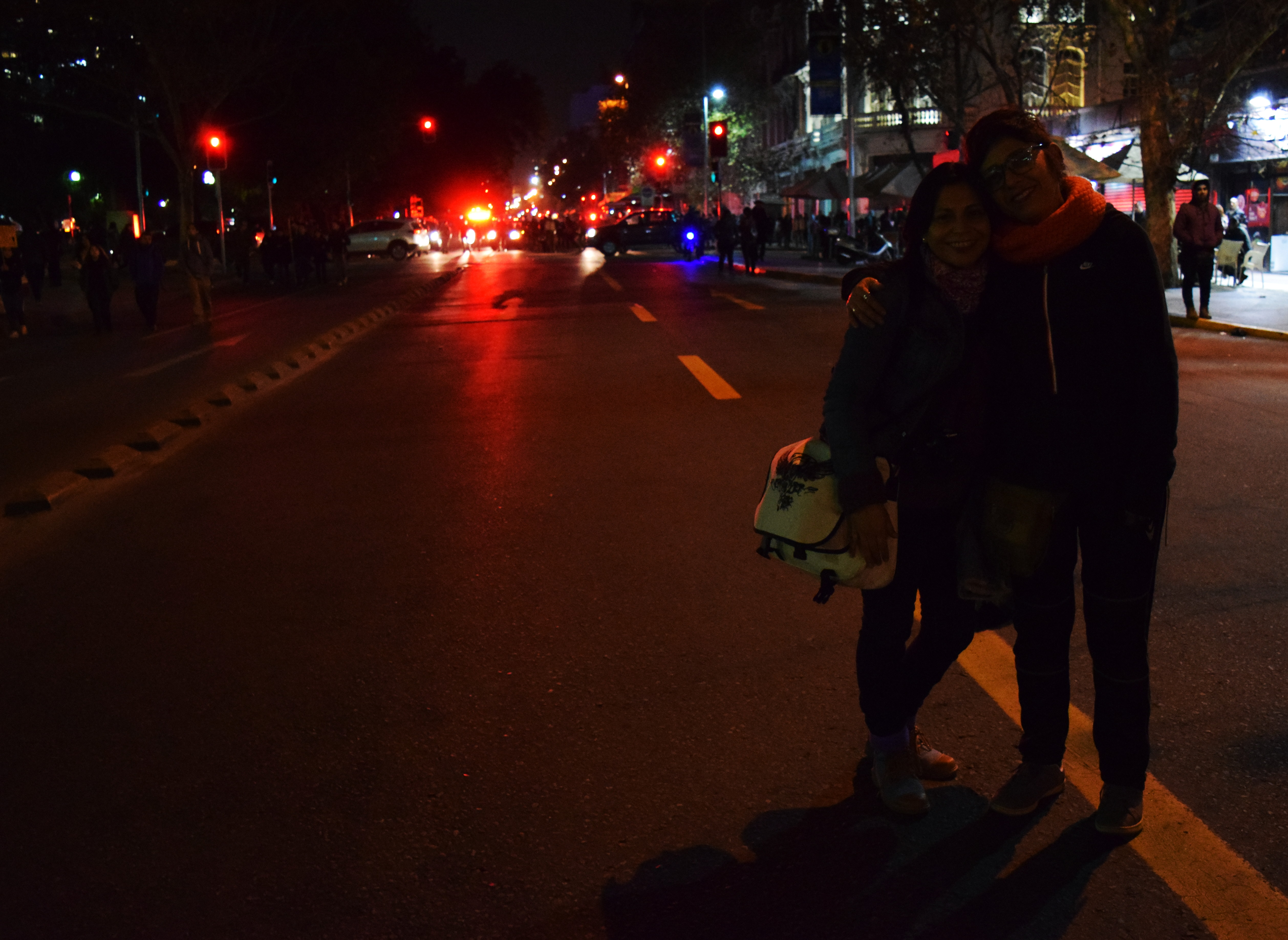
Ser & Gráfica (Drina Herrera y Karine Hurtado) en la marcha en apoyo a Valentina Henriquez y las víctimas de la violencia contra las mujeres. Santiago de Chile, junio de 2017

La agrupación o colectiva Ser & Gráfica se funda el año 2016. Entonces, la artista y docente feminista Karine Hurtado y la científica y docente en ciencias Drina Herrera comenzaron un diálogo artístico a partir de sus respectivos trabajos como profesoras del Liceo Experimental Manuel de Salas: una escuela ubicada en Ñuñoa, vinculada a la Facultad de Artes de la Universidad de Chile. En este espacio se asentó inicialmente su trabajo, compartiendo talleres y tareas propagandísticas con el colectivo gráfico de estudiantes manuelsalinos Seri-Insurgentes.
Continuando la metodología que Karine Hurtado había desarrollado antes en el colectivo Washas del Sistema (2013 - 2015), el trabajo de Ser & Gráfica se enmarca en la gráfica reconectiva: práctica que relaciona los ámbitos de la serigrafía y el Arte Terapia en el trabajo con distintas organizaciones sociales. Como producto de la creación conjunta, sus carteles muestran reflexiones colectivas identificadas con las luchas feminista, mapuche, animalista, ecologista y por los derechos humanos.
Durante el primer semestre de 2017 Ser & Gráfica participó de la exposición Women in Work: mujer, arte y trabajo en la globalización, muestra realizada en la Sala de Arte de la Universidad Politécnica de Valencia y organizada por la red feminista internacional Arte Contra la Violencia de Género. En la sección de obras chilenas, titulada Mujer no me gustas cuando callas: movimiento estudiantil y lucha feminista en Chile, los carteles de Ser & Gráfica compartieron muros con los de la Brigada de Propaganda Feminista. En el marco de esta exhibición, Karine Hurtado y Drina Herrera visitaron España y realizaron una serie de intervenciones públicas por medio de la confección y pegada de carteles en el barrio valenciano de Benimaclet.
En septiembre de 2017 Ser & Gráfica formó parte de las artistas feministas convocadas a la primera Editatón de Mujeres Artistas realizada en Chile, en el marco de las celebraciones del Día nacional de las Artes Visuales 2017 en el Museo Nacional de Bellas Artes (Chile) y el Museo de Arte Contemporáneo de Santiago.
A inicios del año 2020, Ser & Gráfica participó del programa público de la exposición Laura Rodig. Lo que el alma hace al cuerpo, el artista hace al pueblo, organizada por el Museo Nacional de Bellas Artes (Chile) con motivo del 50 aniversario del fallecimiento de la artista y militante feminista chilena Laura Rodig. En la curatoría de la exhibición se incluyó asimismo el afiche de Ser & Gráfica La libertad como ella misma (2020), inspirado en el cartel diseñado por Laura Rodig en 1936 para dar existencia pública al Movimiento Pro Emancipación de la Mujer Chilena (MEMCh).

## Exposiciones colectivas
- A la calle nuevamente: gráfica y movimiento estudiantil en Chile (2016). Casa de las Américas, La Habana, Cuba.[6]
- Women in Work: mujer, arte y trabajo en la globalización (2017), de la red Arte Contra la Violencia de Género. Sala de Arte de la Universidad Politécnica de Valencia, España.[7]
- Women in Work: mujer, arte y trabajo en la globalización (2017-2018), de la red Arte Contra la Violencia de Género. Sala de Octubre, Universidad de Castellón, España.[8]